# Malguin
Malguin, mort le 1er juin 1074, est un prélat du XIe siècle.

## Biographie
Malguin est archidiacre de Nevers avant son élévation à l'épiscopat de Nevers en 1066.
Il retire aux chanoines réguliers de Saint-Sylvestre le prieuré de Saint-Étienne, et le donne en 1068 à l'abbaye de Cluny.